# Сейер, Энтони
Энтони Сейер (англ. Anthony Sayer) (1672—1741) — масон, основоположник современного символического масонства. Первый великий мастер (1717 год) Первой великой ложи Англии, известной также как Великая ложа Лондона и Вестминстера, или как Великая ложа Англии.

## Биография
24 июня 1717 года (в день Святого Иоанна Крестителя), состоялось формирование Первой великой ложи Англии в Лондоне. На этом историческом собрании присутствующими членами Первой великой ложи Англии, «Энтони Сейер, джентльмен» был избран в качестве первого великого мастера Первой великой ложи Англии. Кроме того, в Первой великой ложе Англии он был в качестве старшего великого смотрителя и работал под руководством Джона Теофила Дезагюлье.
Помимо того, что он первый в Лондоне стал великим мастером, о нём больше ничего не известно, в отличие от его приемников, которые занимали должность великого мастера после него. Известно, что Энтони Сейер испытывал тяготы и лишения, и что он подавал ходатайствовал в великую ложу на оказание ему помощи в 1724, 1730 и 1741 годах. Он также дважды получал помощь от ложи «Arms Old Kings», в который он был привратником, или внешним стражем. О его смерти есть запись в протоколе его ложи, что он умер 6 января 1741/2 года.
Каковы бы ни были его трудности, он сохранил большое уважение среди своих братьев-масонов. В газетах было написано о его похоронах:
Через несколько дней, как умер в возрасте около 70 лет господин Энтони Сейер, который был великим мастером одного из самых древних и почетных обществ вольных и принятых масонов в 1717 году. Его тело провожало большое количество господ этого почётного общества самого лучшего качества, от таверны «Голова Шекспира» в Пьяззе, в Ковент-Гардене, и до входа в церковь в Ковент-Гардене.